# Coxilha
Coxilha est une ville brésilienne du Nord-Ouest de l'État du Rio Grande do Sul, faisant partie de la microrégion de Passo Fundo et située à 305 km au nord-ouest de Porto Alegre, capitale de l'État. Elle se situe à une latitude de 28° 07′ 38″ sud et à une longitude de 52° 17′ 46″ ouest, à une altitude de 423 mètres. Sa population était estimée à 2 916, pour une superficie de 721 km2.

## Origines
Le nom coxilha désigne en gaúcho des élévations de relief plus ou moins hautes où se développe l'activité pastorale. C'est pour être localisée dans ce type de lieu - les hauteurs les plus élevées du Plateau du Rio Grande do Sul - que la municipalité s'est donnée cette dénomination. Les premiers habitants de la région s'y installèrent pour se protéger des amérindiens Coroado, très agressifs envers les envahisseurs de leurs territoires. De ce fait, la zone resta connue comme celle des fazendas des coxilhas.
Les habitants de Coxilha descendent principalement d'Allemands et d'Italiens, qui commencèrent le développement de la région par l'exploitation forestière, dont le chemin de fer assurait l'écoulement. À la fin du cycle du bois, la commune se tourna vers l'agriculture et l'élevage.

## Villes voisines
- Sertão
- Vila Lângaro
- Mato Castelhano
- Passo Fundo
- Pontão

## Note
1. ↑  Source : CNM et IBGE.